# خدمات مسلحة

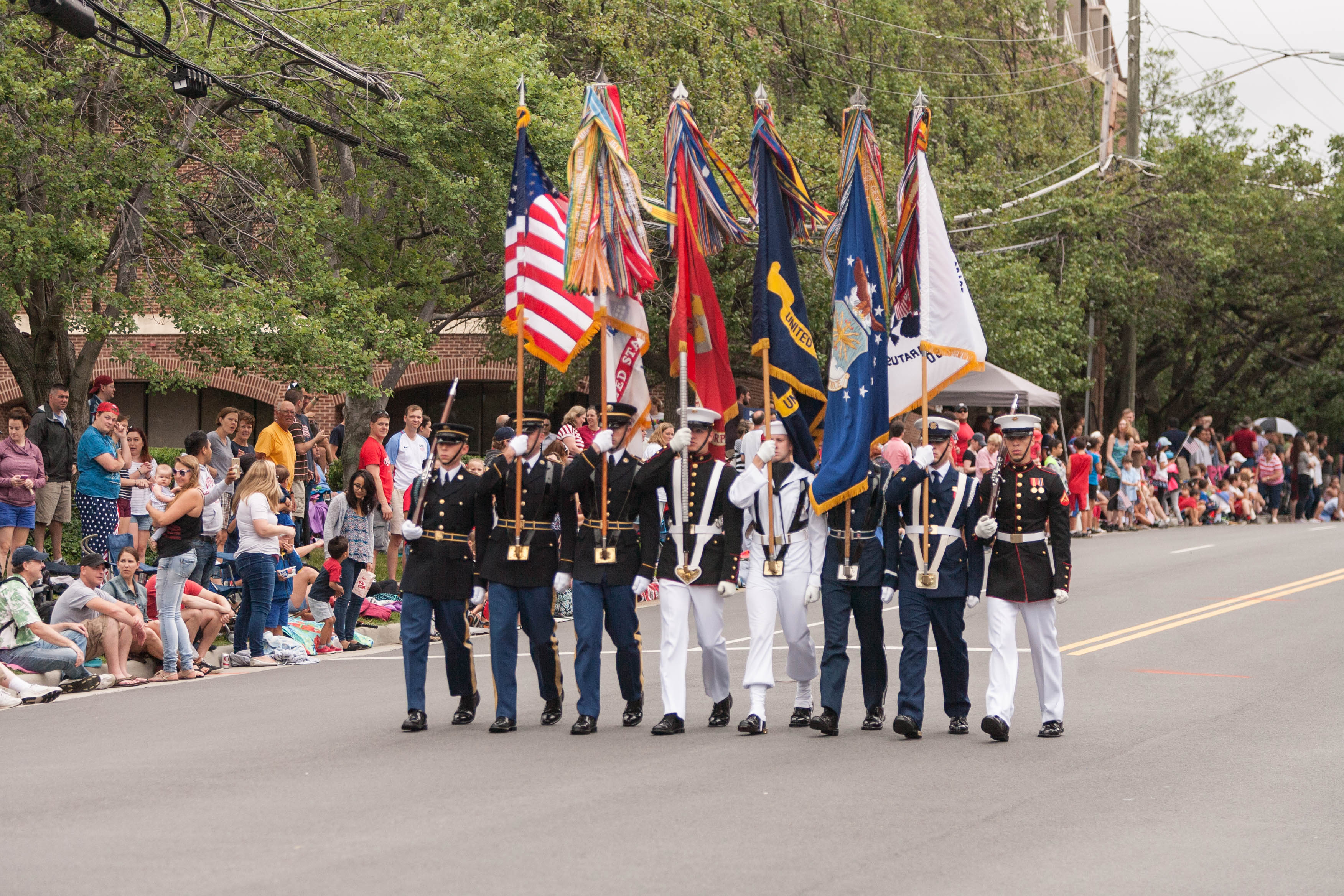

الخدمات المسلحة هو مصطلح جماعي يشير إلى هيئات تنظيمية رئيسية تابعة لـالقوات المسلحة الوطنية، وسميت هكذا لأنها تقدم حاجة قتالية في بيئة قتالية محددة. وفي معظم الدول، تتضمن الخدمات المسلحة، الجيش المعروف أيضًا باسم القوات البرية أو القوات الأرضية والقوات البحرية المعروفة أيضًا باسم قوات الدفاع البحري وسلاح الجو. وتمتلك بعض الدول خدمات منفصلة لـالقوات الفضائية أو القوات الفضائية العسكرية، وتمتلك روسيا الاتحادية أيضًا قوات الصواريخ الإستراتيجية والقوات المحمولة جوًا باعتبارها خدمات مسلحة مستقلة. وبالرغم من اسم جيش التحرير الشعبي الصيني، فإنه يتضمن أيضًا خدمات مسلحة تتكون من القوات البرية في جيش التحرير الشعبي والقوات البحرية (PLAN) وسلاح الجو (PLAAF) وفرق المدفعية الثانية (قوات الصواريخ أو النووي الإستراتيجية) والقوات الاحتياطية.
وتجمع بعض الدول كل الخدمات المسلحة تحت هيكل واحد، مثل قوات الدفاع الذاتي اليابانية وقوات الدفاع الأيرلندية والقوات المسلحة الكندية وتقسمها إلى فروع، أو الجيش الإسرائيلي مع انفصال أقل وضوحًا للخدمات المسلحة بسبب عقيدة الجمع بين الأسلحة المطبقة حتى على أعلى الرتب القيادية.

## الأقسام
| القسم             | الدور                                                                                | ملاحظات                                                    |
| ----------------- | ------------------------------------------------------------------------------------ | ---------------------------------------------------------- |
| القوة الجوية      | Conducts aerial warfare.                                                             |                                                            |
| الجيش             | Conducts ground warfare.                                                             |                                                            |
| حرس الحدود        | Polices a nation's land borders                                                      | Military branch in nations such as Armenia                 |
| خفر السواحل       | Defending a nation's maritime security.                                              |                                                            |
| القوة الإلكترونية | Conducts حرب الإنترنت and أمن الحاسوب operations.                                    | A distinct branch in countries such as Norway and Germany. |
| الجًنْدَرْمة          | Provides internal security for a nation serving as police forces, or as شرطة عسكرية. | Exist primarally in فرنسا and other Francophone countries. |
| مشاة البحرية      | Naval ground force that provides support for naval warfare.                          |                                                            |
| الشرطة العسكرية   | Law enforcement agencies connected to or part of a state's military.                 |                                                            |
| القوات البحرية    | تشارك في الحروب البحرية.                                                             |                                                            |
| قوات الفضاء       | تشارك في حرب الفضاء.                                                                 |                                                            |